# フィリップ1世 (ポメラニア公)
フィリップ1世（Philipp I., 1515年7月14/15日 - 1560年2月14日）は、ポメラニア公（在位：1531年 - 1560年）。ポメラニア公ゲオルク1世とアマーリエ・フォン・デア・プファルツの息子。

## 生涯
フィリップ1世はポメラニア公ゲオルク1世とアマーリエ・フォン・デア・プファルツの第2子、次男（成人に達した長男）として生まれた。母の父プファルツ選帝侯フィリップにちなんで名付けられ、ハイデルベルクでの留学中に祖父フィリップのもてなしを受けた。1531年に父が亡くなった後、叔父のバルニム9世敬虔公とともにポメラニア公領の共同統治者となった。
1532年10月21日に行われた公領の分割の結果、フィリップ1世はヴォルガスト公となり、オーデル川西岸とリューゲン島の領地を統治した。さらに、1541年にはティヴァ川とオーデル川の間の地、グリフィノとスボブニツァの領地を自らの領土に併合した。
1534年12月13日、トシェビャトゥフで開催された議会中に、フィリップ1世とバルニム9世は西ポメラニアにルター派を国教として導入した。宗教の変更は、議会の大多数の反対にもかかわらず、特権を利用したポメラニア公たちの決定の結果として行われた。西ポメラニアの宗教改革では、とりわけ、教会財産の世俗化とポメラニア福音教会の設立が計画された。
1535年のポメラニアとザクセンの同盟をきっかけに、フィリップ1世は翌年、ザクセン選帝侯ヨハンの娘マリアと結婚した。1536年2月26日に指輪が交換され民事婚が行われ、翌日、つまり2月26日に結婚の儀式が行われた。2月27日にトルガウにおいてマルティン・ルターにより結婚式のミサが厳粛に執り行われた。
1537年にシュマルカルデン同盟に加わり、1537年2月27日からカトリックの皇帝カール5世に対抗するプロテスタント諸侯が団結することとなった。フィリップ1世は後にバルニム9世とともに反逆罪で皇帝に告発されたが、ポーランド王ジグムント1世のとりなしのおかげで許された。
フィリップ1世はヴォルガスト公領を統治している間に、公領の管理を再編し、そのおかげで領内の歳入が大幅に増加し、領地の防衛を強化させることができた（ウエッカーミュンデの城を再建した）。また、フィリップ1世は科学の発展にも関心を持っていた。ヴォルガストの城に図書館をつくり、シュチェチンのギムナジウムの設立にも貢献した。
フィリップ1世は1560年2月14日にヴォルガストにおいて45歳で死去し、2月21日に同地の聖ペテロ教区教会に埋葬された。公位は2人の息子、ヨハン・フリードリヒとボギスラフ13世が継承した。息子らは成年に達するまで、バルニム9世の後見下に置かれた。

## 結婚と子女
フィリップ1世はザクセン選帝侯ヨハンとマルガレーテ・フォン・アンハルト＝ケーテンの娘マリアと結婚した。2人の間には多くの子女が生まれた。
- ゲオルク（1540年2月13日 - 1544年11月16日）
- ヨハン・フリードリヒ（1542年 - 1600年） - ポメラニア＝ヴォルガスト公
- ボギスラフ13世（1544年 - 1606年） - ポメラニア＝バルト公
- エルンスト・ルートヴィヒ（1545年 - 1592年） - ポメラニア＝ヴォルガスト公
- アマーリエ（1547年1月28日 - 1580年9月16日）
- バルニム10世（1549年 - 1603年） - ポメラニア＝リューゲンヴァルデ公
- エーリヒ（1551年8月22日 - 12月12/13日）
- マルガレーテ（1553年3月19日 - 1581年9月5日） - 1574年にザクセン＝ラウエンブルク公フランツ2世と結婚
- アンナ（1554年9月18日 - 1626年9月10日） - 1588年にメクレンブルク＝ギュストロー公ウルリヒ3世と結婚
- カジミール6世（1557年 - 1605年） - ポメラニア＝リューゲンヴァルデ公、ビトゥフ公、シュチェチン公[11]、カミエン監督

同時代の資料ではフィリップ2世とゾフィーの息子もフィリップ1世とマリア・フォン・ザクセンのものであるとされているが、これについては異論が唱えられている。ゲオルク1世とホーエンシュタイン・ナ・フィエラデン伯爵夫人アンナ・カタリーナの息子プトブス領主ルートヴィヒ（1549年 - 1594年8月10日）は、フィリップ1世の隠し子とされているが、フィリップ1世とアンナ・カタリーナの間でこのような関係が築かれた経緯は不明である。